# Audea humeralis
Audea humeralis là một loài bướm đêm trong họ Erebidae.